# Lose Control (Meduza, Becky Hill & Goodboys)
Lose Control is een nummer uit 2019 van het Italiaanse dj-trio Meduza, de Britse zangeres Becky Hill en het Britse housetrio Goodboys.
Meduza en Goodboyes zetten de stijl van voorganger Piece of Your Heart voort op "Lose Control". Met dit nummer werd opnieuw een hit gescoord Europa. In Meduza's thuisland Italië was het nummer met een 37e positie net iets minder succesvol dan de voorganger. In het Verenigd Koninkrijk, het thuisland van Becky Hill en Goodboys, was dit ook het geval; daar haalde het nummer de 11e positie. In de Nederlandse Top 40 haalde het nummer ook de 11e positie, en in de Vlaamse Ultratop 50 de 6e.